# Nederlands Jeugd Strijkorkest
Het Nederlands Jeugd Strijkorkest is een strijkorkest voor jonge strijkers tussen de 12 en 21 jaar oud. Orkestleden zijn meestal leerlingen van jong-talentklassen of vooropleidingen van de conservatoria, of de betere leerlingen van privédocenten en muziekscholen. het belangrijkste doel is het leeraspect: het leren concerten te geven op hoog niveau. 
Het orkest repeteert wekelijks in het Conservatorium van Amsterdam en voert drie programma´s per jaar uit. Concerten vinden behalve in Nederland ook plaats in het buitenland. Bekende standaardwerken worden afgewisseld met minder bekende stukken. Solisten waarmee het orkest samenwerkte zijn onder anderen Claron McFadden, Bart Schneemann, Cora Burggraaf en Liza Ferschtman.
Dirigent is Carel den Hertog. Verder worden er vaak groepsrepetities gehouden onder leiding van leden van het Concertgebouworkest, Amsterdam Sinfonietta en Cello Octet Amsterdam.